# Rümelinsmühle (Basel)

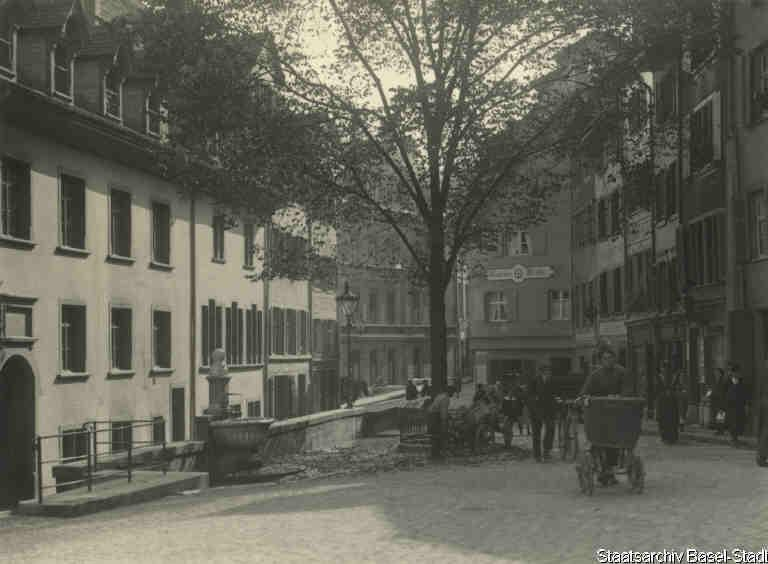
Rümelinsplatz, Basel, um 1928

Die Rümelinsmühle war eine Getreidemühle die vom 13. bis ins 20. Jahrhundert am selben Standort am heutigen Rümelinsplatz 1 in der Innenstadt von Basel, im Kanton Basel-Stadt, in der Schweiz betrieben wurde.

## Entstehungszeit
Die Obrigkeit von Basel beabsichtigte Gewerbebetriebe in die Stadt zu locken. Hierzu sollte ein Gewerbekanal angelegt werden, wodurch Mühlen mit unterschlächtigen Wasserrädern betrieben werden konnten. Über die Entstehungszeit des damals noch als kleiner Birsig benannten Kanals sind sich die Historiker nicht einig. Belegt ist, dass er seit 1206 durch das Steinenbachgässlein floss.
Das Erstellungsdatum der später als Rümelinsmühle benannten Getreidemühle ist nicht überliefert. Unklar ist auch die ursprüngliche Schreibweise des Namens des Erbauers und wie lange der Müller auf seiner Mühle tätig war. Ein Peter Rumbellini wird im Basler Urkundenbuch erwähnt. Ob dies der Müller war, ist jedoch nicht überliefert. Auch die Namen Rümlin oder Rümelein werden genannt.

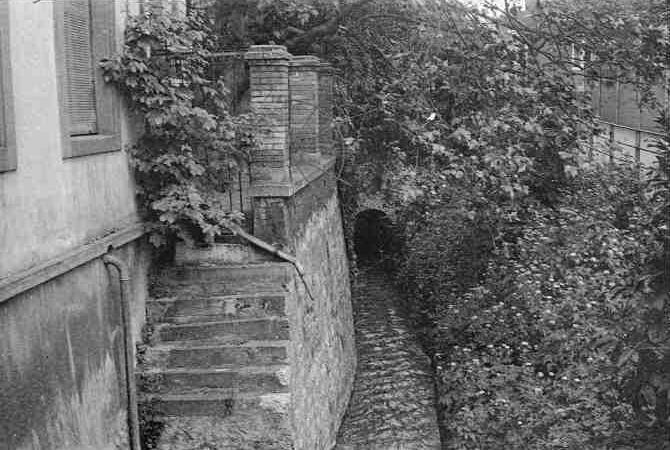
Der Gewerbekanal Rümelinbach, um 1938

Im 13. Jahrhundert war die Mühle des Müllers Rümelin die einzige Getreidemühle, die sich innerhalb der Basler Stadtmauer befand. Sie versorgte Anwohner und Backstuben mit Getreidemehl. Mehl war für die Herstellung des Grundnahrungsmittels Brot und anderer Backwaren unerlässlich. Dies könnte die Obrigkeit der Stadt dazu bewogen haben in Anerkennung seiner Dienste zum Wohle der Einwohner den Kanal kleiner Birsig in Rümelinbach umzubenennen.

## Geschichte
Da der als kleiner Birsig benannte Kanal nachweislich im Jahre 1206 bereits durch das Steinenbachgässlein floss müsste der Kanal Ende 12. bis Anfang 13. Jahrhundert angelegt worden sein.
Über die Gründungs- und Betriebszeit der Mühle durch deren Erbauer Müller Rümelin ist nichts überliefert. Erste Hinweise auf die Existenz der Mühle sind im Jahre 1362 zu finden. Damals verkaufte der Edelknecht Gregorius von Lörrach "einen Drittel seiner Hofstatt genannt Rümelinsmühle" an das Kloster Klingental
Um 1400 wird eine Wasserleitung in ein Eckhaus (heute Grünpfahlgasse 8) erwähnt welche von der gegenüber liegenden Rümelinsmühle abgenommen wurde. Dies liefert einen ersten Hinweis auf den Standort der Rümelinsmühle. Belegt wurde der genaue Standort Rümelinsplatz 1 erst 1420.
Urkundlich belegt wird Heinrich Stampf als Besitzer der Rümelinsmühle im August 1408. Der Sohn von Heinrich Stampf wird im Zusammenhang mit einem Pfändungsstreit mit dem Kloster Klingental im Jahre 1440 erwähnt. Das Kloster gab die Mühle zurück, jedoch wurde er zur Zahlung eines Zinses verurteilt. Die Mühle wurde erst im Jahre 1540 als Zinsfrei bezeichnet.
Mit Datum vom 6. Oktober 1455 wird Urkundlich belegt, dass der Müller Hans Zymmermann dem Müller Heinrich Stempfer einen grösseren Geldbetrag, für eine Mühle, die er diesem abgekauft hatte, schuldet. Er verpflichtet sich zur Zahlung, übergibt jedoch die Rümelinsmühle als Pfand an Stempfer.
Die Rümelinsmühle wurde im August 1540 von Rudolf Hoffamann erworben. Belegt ist ein Nachbarschaftsstreit 1548. Dieser war so heftig, dass der damalige Bürgermeister Theodor Brand zur Schlichtung beigezogen wurde.
Als ein weiterer Besitzer wurde 1577 Christen Lippi urkundlich erwähnt. Die Familie Lippi war für fast 300 Jahre Betreiberin der Getreidemühle. Belegt ist, dass ein Christen Lippi (Enkel?) im Februar 1679 in finanzielle Nöte geriet. Lippi hat beim fiscus legatorum der Universität Basel 2500 lb. Schulden. Er verpfändet die Mühle mit all ihren Rechten. Im Jahre 1850 verstarb Johann Jakob als letzter Müller der Lippis.

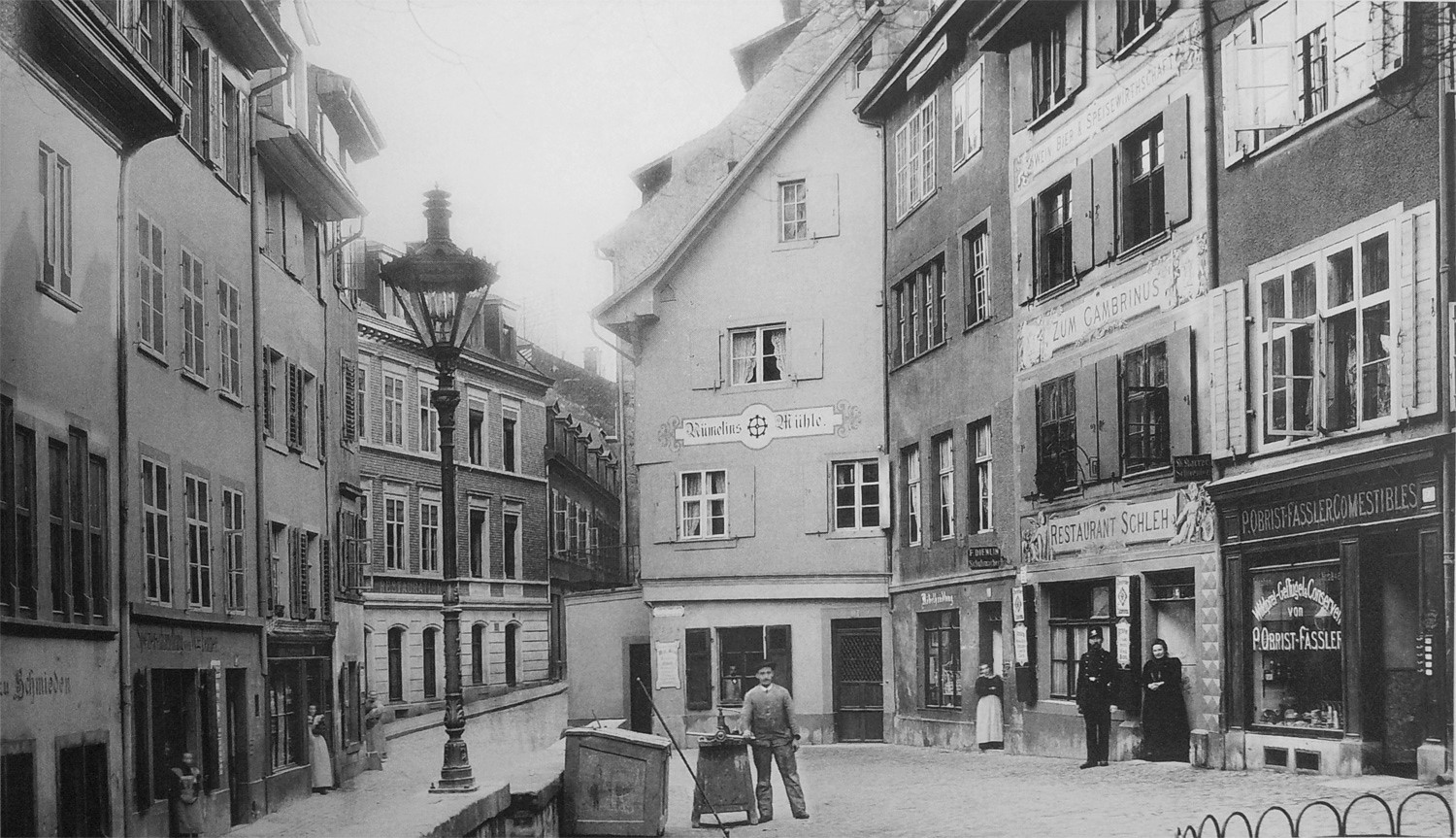
Rümelinsmühle noch mit Radhaus

Heinrich Seiffert, ein Müller aus Binningen, erwarb 1857 von den Lippi-Erben die Rümelinsmühle. Um auch bei Niedrigwasserständen seine Mühle problemlos betreiben zu können, versah er die Mühle mit der Zeit entsprechend moderner Technik. 1882 liess er eine Dampfmaschine einbauen. 1883 wurde das Wasserrad entfernt, das Triebwerk erneuert und eine Girard-Turbine der Firma Socin & Wick aus Basel installiert. Die Turbine wurde mit dem Leitungsnetz des Gas- und Wasserwerks verbunden. Für die Um- und Einbauten investierte Seiffert rund 30'000 Franken. 1905 wurde der Rümelinbach in der Innenstadt stillgelegt. Das noch bestehende Radhaus wurde abgebrochen. Der Betrieb der Mühle konnte mit Dampfmaschine und Wasserturbine bis 1931 weitergeführt werden. Dann hat der Müller die Mühle nach gut 700 Jahren Mehlproduktion stillgelegt.

## Weitere Nutzung

### Mühle

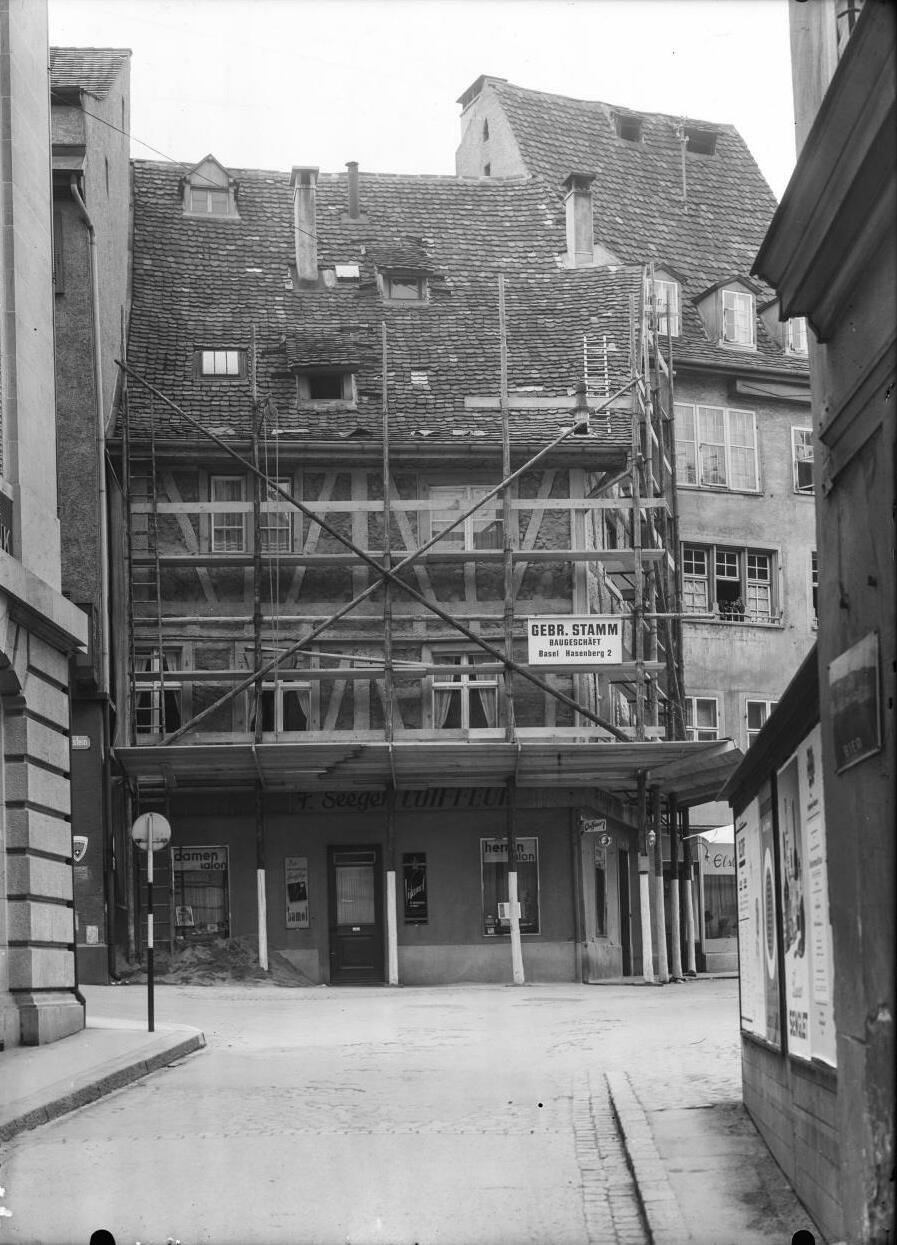
Rümelinsmühle mit Coiffeursalon

In den folgenden Jahren wurden die Räumlichkeiten im Erdgeschoss durch die Besitzer Seiffert vermietet. Ein Bild von 1938 zeigt, dass die Räume genutzt werden. Ein weiteres Bild gegen Ende der 1940er Jahre belegt, dass die ehemalige Rümelinsmühle durch einen Coiffeur F. Seeger genutzt wurde. Es war ein Damen und Herren Salon, mit entsprechender Beschriftung am Gebäude, eingerichtet. Dieses Bild zeigt auch, dass die beiden Aussenfassaden neu verputzt werden. Durch einen weiteren Umbau ist der Salon zu einem Geschäft für An- und Verkauf von Betten, Polstermöbel, Occasionen und Antiquitäten hergerichtet worden. Dies war der letzte Nutzer bis kurz vor Abbruch der Mühle.
Die Erben von Heinrich Seiffert verkauften schliesslich die Liegenschaft. Der neue Eigentümer plante einen Neubau zu erstellen. So wurde die Rümelinsmühle nach etwa 725 Jahren im Sommer 1957 abgebrochen.

### Neubau
Die neuen Besitzer konnten auch die Nachbarliegenschaft (Rümelinsplatz 3) erwerben. Nach dem Abbruch beider Gebäude wurde ein Geschäftshaus mit Ladenlokal errichtet. Die Fassade zum Rümelinsplatz wurde gegenüber der Mühle um etwa 6 Meter zurück versetzt. Die neuen Eigentümer gründeten bereits 1937 ein in der Modebranche tätiges Unternehmen für Herstellung und Handel mit Textilien. Im Neubau eröffneten sie ein Modefachgeschäft speziell für Damen in grossen Grössen. Der Betrieb wurde als Familienunternehmen geführt. Das Modehaus wurde per Ende 2010 wegen Nachfolgeproblemen geschlossen. Die Liegenschaft wurde bereits im 2006 an eine Holding in Luxemburg verkauft.
Nach der Schliessung des Modehauses per Ende 2010 liess die luxemburgische Holding das Gebäude ungenutzt und kaum unterhalten stehen. Sie versuchte die Liegenschaft wieder zu Verkaufen. Dies gelang erst 2015. Die Thurgauer Hess Investment Gruppe aus Amriswil erwarb die Liegenschaft. Geplant wurde im Erdgeschoss ein Lokal für die Gastronomie und in den Obergeschossen möblierte Business Apartments für Kurz- oder Langzeitmieter einzurichten. Der Umbau wurde so konzipiert, dass die bestehende Fassade zum Rümelinsplatz unverändert übernommen werden konnte.
Nach Abschluss der Umbauarbeiten in 2018 wurde der Gastrobetrieb nicht wie geplant eröffnet. In der näheren Umgebung hatten einige Geschäfte den Betrieb eingestellt. Durch den zu erwartenden Rückgang der Laufkundschaft äusserte der vorgesehene Betreiber einer Schweizer Burgerkette wirtschaftliche Bedenken. So blieben die Räumlichkeiten weiterhin ungenutzt.

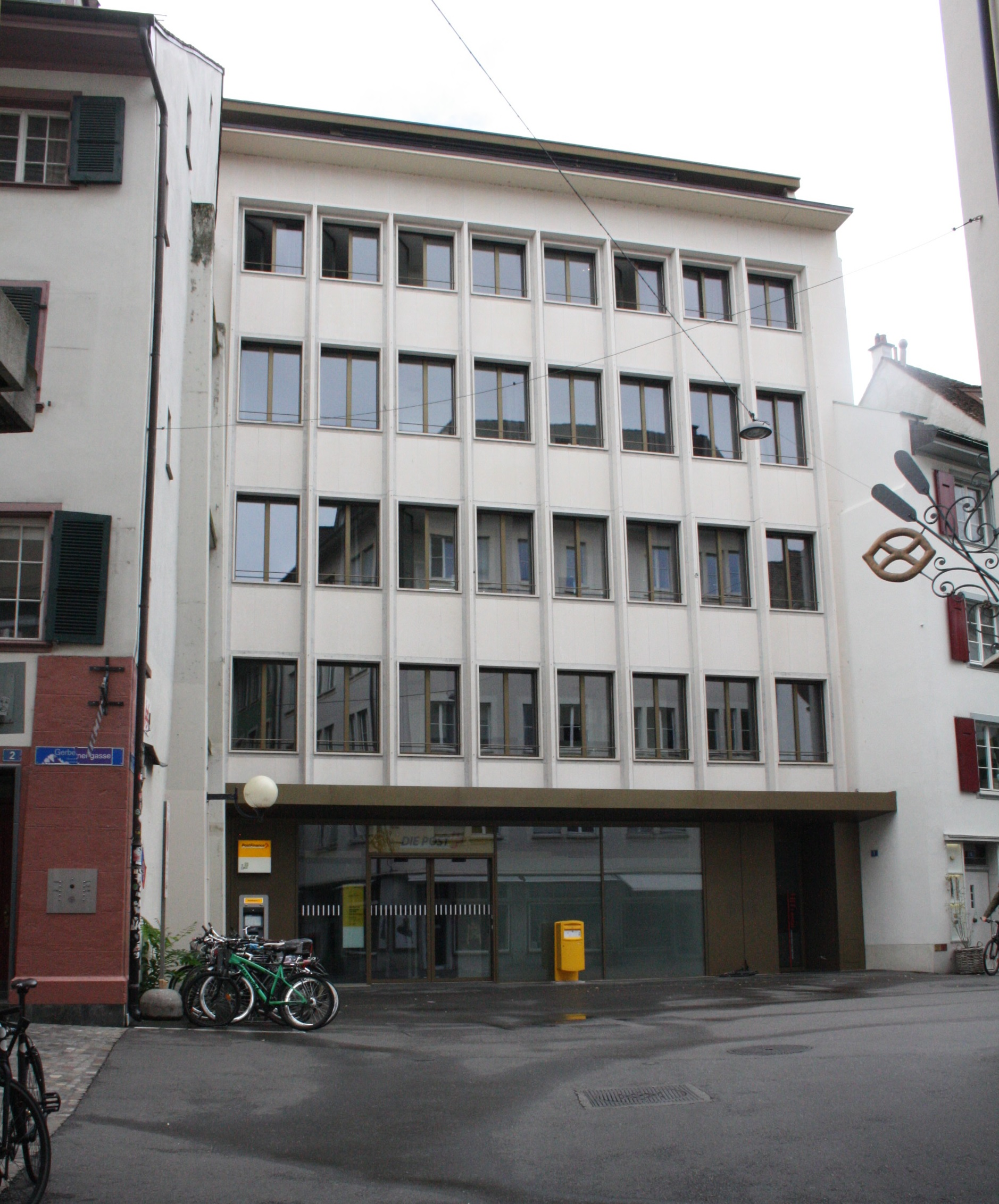
Modehaus nach Umbau, mit Postfachanlage (2023)

Die Post plante die Schliessung der Hauptpost Basel 1. Der durch die PTT 1853 erbaute Gebäudekomplex an der Freien Strasse – Rüdengasse – Gerbergasse sei zu gross, die Nutzung durch die Post zu gering. Es wurden geeigneten Objekten um Dienstleistungen auslagern zu können gesucht. Die Post baute die Räume im Erdgeschoss um. Seit 24. Oktober 2022 ist eine Postfachanlage entsprechend der der Hauptpost eingebaut und ein Postomat sowie ein Briefeinwurf installiert. An einem bedienten Schalter können Geschäftskunden Spezialsendungen abholen.

## Archäologischer Fund
Im Herbst 2014 wurde anlässlich der Instandstellung des Belages des Rümelinsplatzes, an Reparaturen von undichten Kanalisationsleitungen und der Sanierung von Hausanschlüssen gearbeitet. Da die Fassade des 1957 erstellten Neubaus gegenüber der Mühle um sechs Meter zurückversetzt wurde, konnte damals die Fläche dem Rümelinsplatz angegliedert werden. Bei den Grabarbeiten für die nun erfolgten Leitungssanierungen wurden Mauerreste der Mühle gefunden. Die zugezogenen Archäologen stellten fest, dass es sich hierbei um die Überreste des Mahlkellers der Mühle handelte. Gefunden wurden Teilstücke des Rümelinbachkanals und des Radhauses. Im Kellerbereich konnten zwei grosse Kalksteinblöcke mit Metallstiften gefunden werden die dem Mahlwerk als Auflager dienten. Auch Überreste eines Abwasserkanals zum Rümelinbach und eines Bretterbodens wurden gefunden. Die interessantesten Fundstücke waren jedoch zwei aus der Mauer geborgene Quader aus feinkörnigem rotem Sandstein. Beide weisen auf vier Seiten eine aufwändige gotische Gestaltung mit Giebelmasswerk und Dreiblatt auf. Die beiden Blöcke sind nicht fertig ausgearbeitet. Daraus lässt sich schliessen, dass dem Steinmetz ein Missgeschick unterlaufen ist und er die Stücke auf der nächsten Baustelle entsorgen wollte. Sollten nun bei Bauwerken aus dem 13. Jahrhundert Masswerke mit der gleichen gotischen Gestaltung gefunden werden, könnte dadurch das Erstellungsjahr der Rümelinsmühle ermittelt werden.